# カルロス・イバニェス・デル・カンポ
カルロス・イバニェス・デル・カンポ（Carlos Ibáñez del Campo, 1877年11月3日 - 1960年4月28日）は、チリの軍人、政治家。同国大統領（第20・26代）、カラビネーロス・デ・チレ長官（初代）など歴任した。
民主党の国会議員だったハビエル・イバニェス・デル・カンポは弟。

## 幼少期
1877年11月3日、父フランシスコ・イバニェス（Francisco Ibáñez）と母マリア・ニエベス・デル・カンポ（María Nieves del Campo）の息子として、マウレ州リナーレスに生まれた。幼少期は父が所有していたサンフランシスコの農場で過ごす。

## 軍歴

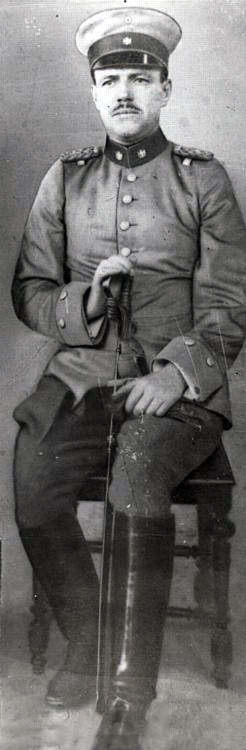
イバニェス中佐（1921年）

1896年、士官学校に入校。卒業後は陸軍上級中尉に任官し、サンティアゴの駐屯地にて猟兵連隊に勤務する。1903年からのエルサルバドルにおける軍事作戦に参加し、エルサルバドル陸軍では中佐、チリ陸軍では少佐へと昇進する。後に結婚し最初の妻となるローザ・キロス・イ・アビラ（Rosa Quirós y Ávila）は、エルサルバドル出身だった。警察学校教官、イキケ警察部長などを経て、1920年にはクエルポ・デ・カラビネーロス（南部アラウカニア地方の治安軍）士官学校の校長に就任した。

### 1924年及び1925年のクーデター
1924年、政府の非効率性を非難していた陸軍総司令官ルイス・アルタミラーノ将軍がアルトゥーロ・アレッサンドリ大統領に対するクーデターを起こすと、イバニェスもこれに参加した。半ば強制的に辞職を提案されたアレッサンドリはそれに従い辞表を提出し、アルタミラーノ将軍はすぐさま暫定軍事政権を発足させた。
しかし、マルマデューク・グローブ空軍大佐やイバニェスが参加した派閥は、このクーデターが十分な効果をもたらしていないとして、1925年にクーデターを起こした。アルタミラーノは追放され、エミリオ・ベロ・コデシードを臨時の代表とする新たな軍事政権が発足した。グローブとイバニェスらはアレッサンドリを呼び戻し、残りの任期を全うさせることで同意していた。
帰国したアレッサンドリは議会の権限を減少させる新憲法を発布、クーデターの理由ともなった政府の非効率性を解決していった。

## 政界へ

### 大統領就任まで

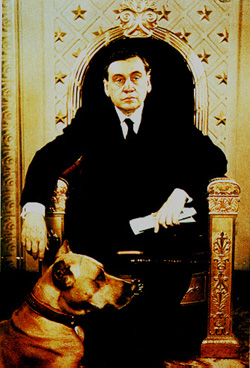
アルトゥーロ・アレッサンドリ・パルマ第18代大統領

イバニェスはアレッサンドリ政権において陸軍総司令官と内務大臣を兼任した。大統領職に復帰したアレッサンドリであったが、各方面からアレッサンドリはイバニェスの傀儡に過ぎないと非難され、これを受けたアレッサンドリは再び辞任し、亡命した。
イバニェスは来るべき大統領選挙に立候補することを表明するも、当時チリの三大政党であった保守党、自由党、急進党の全てが反対し、イバニェスや彼を支持する陸軍に圧力をかけた。三党はそれぞれで意見の合意を得た後、イバニェス1人に対して3人もの候補を送り込み、チリの政治情勢は一気に不安定となった。さらにイバニェスの友人で左派の知識人としても知られたホセ・サントス・サラス厚生大臣が立候補を宣言。多くの人々はイバニェスの支援があったものと背後関係を疑った。
選挙では自由党のエミリアーノ・フィゲロアが71％の得票で勝利したが、イバニェスは内務大臣として内閣に残留した。
しかし、フィゲロアもまたイバニェスの傀儡として扱われ、1927年には辞職してしまう。チリ憲法では内務大臣が臨時大統領を務めるものと定められていたため、イバニェスは臨時大統領に就任。5月22日に大統領選挙を行うと発表した。
三大政党を含む多くの伝統的な政党はこの選挙に参加しない方針を決めていたので、イバニェスの相手は共産党のエリアス・ラーフリットのみだったが、ラーフリットがファン・フェルナンデス諸島に追放され、唯一の大統領候補となったイバニェスは98％の得票で大統領に就任した。

### 第20代大統領

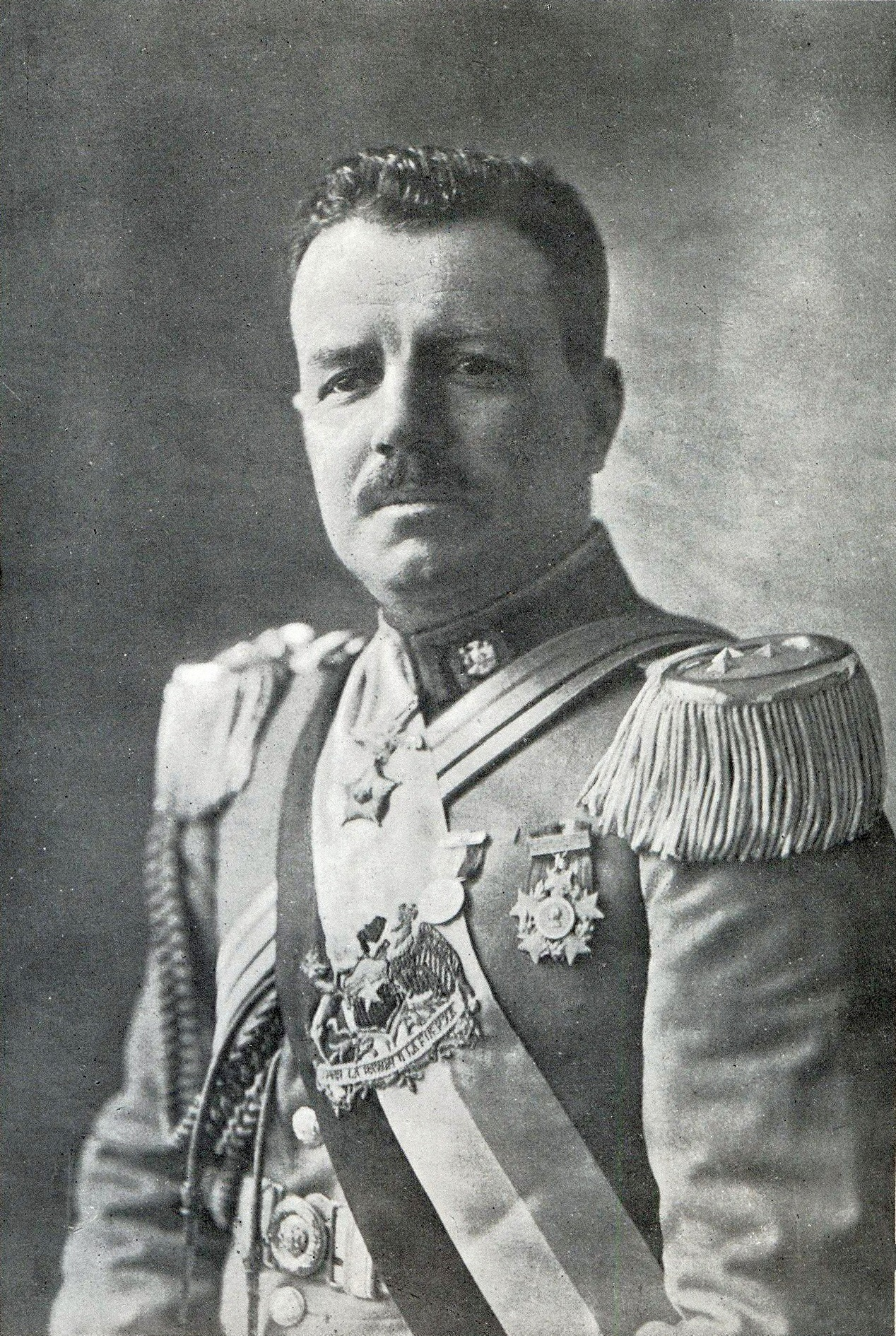
第20代大統領に就任した頃のイバニェス

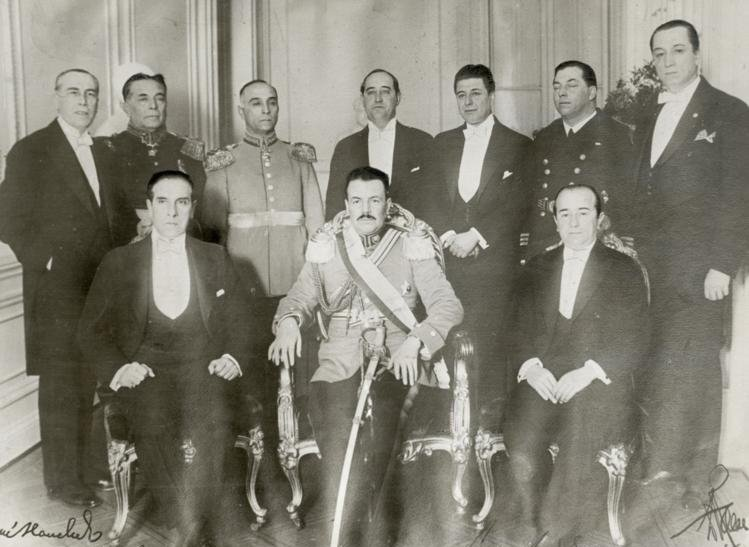
イバニェスの内閣

第20代大統領の座についたイバニェスは独裁的な体制を敷き、上院下院問わず議会中の政敵を逮捕あるいは国外追放した。この中には空軍総司令官となっていたかつての盟友グローブも含まれていた。イバニェスの支持はアメリカの銀行による多大な融資に支えられていた。この融資により、チリの成長率は大きく上昇した。同時に多くの公共事業を行い、公共支出を増やした。
1927年、地方警察、検察、クエルポ・デ・カラビネーロスをチリ中央政府の元に統一し、新たな警察軍としてカラビネーロス・デ・チレを設立。自ら初代長官を務めた。
そのほか、イバニェスの最初の統治における大きな業績としては1929年のリマ協定調印があげられる。この協定はチリが太平洋戦争中に占領したタクナ県をペルーへ返還することに同意したものだった。
1929年、世界恐慌が訪れると、イバニェスの人気に陰りが見え始める。ウォール街の冷え込みに伴いイバニェスが頼り切っていたアメリカからの融資は停止し、チリの経済は瓦解した。かつて成長率を支えた公共支出は状況を悪化させるばかりのものとなり、政界から追放されていたグローブやアレッサンドリといった反イバニェス勢力はこれを機に再び国民の支持を集め始めた。
社会に大きな不安の波が押し寄せる中、イバニェスは大統領職をペドロ・オパソ・レテリエル国会議長に委任し、1931年7月26日には亡命のためにアメリカへと出国した。形式的に臨時大統領となったオパソは憲法に則り、フアン・エステバン・モンテーロ内務大臣を新たな大統領として指名した。

### 大統領職を離れて

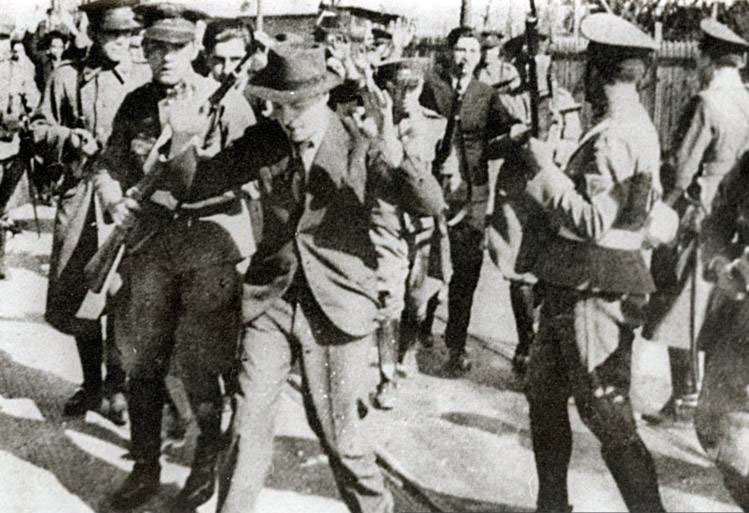
1938年、チリ大学前でカラビネーロスに投降するチリ国家社会主義運動党員

チリはアレッサンドリが第22代大統領として再選し経済政策が立ち直る1932年まで政治的安定を得られなかった。
イバニェスは1937年に帰国し、人民自由同盟（APL）の支援を受けて大統領選への出馬を発表した。APLは社会主義者連盟とチリ国家社会主義運動（MNS）から成る勢力である。
選挙前の1938年9月5日、MNS党員の一部がアレッサンドリに対するクーデターを起こした。このクーデターは早期に鎮圧され、参加した約60人のMNS党員は武装解除された後、カラビネーロスによって労働保険ビルの前でほぼ全員が処刑された。
労働保険ビルの虐殺としてこの事件は広く知られることとなり、カラビネーロスへの批判もあったが、同時に人民自由同盟とイバニェスに対する批判も盛り上がり、やむなくイバニェスは出馬を断念した。人民自由同盟は最大の対抗馬でありアレッサンドリが支援する右派候補グスタボ・ロスを支持することはなく、不本意ながらも人民戦線から出馬した左派候補ペドロ・アギーレ・セルダの支持を宣言した。
選挙ではアギーレが圧倒的な勝利を収めたものの、1939年には右派陣営の重鎮である陸軍のアリオスト・エレーラ将軍がタクナ砲兵連隊を率いてアギーレに対するクーデターを起こした。エレーラの反乱はすぐに鎮圧されたが、右派陣営ではアギーレよりもイバニェスを推す声が強く、エレーラもまたクーデターの後にはイバニェスを大統領に据えるつもりであった。また、エレーラやタクナ砲兵連隊の将校は全く罪に問われていない。
1942年、イバニェスの支持者から成るイバニェスト運動ではイバニェスを新たな大統領候補として立候補させる事を宣言した。イバニェスは早期のうちに小さな極右政党の多くを味方につけ、支援を得る事に成功した。さらに右派最大勢力である保守党と自由党もイバニェスを支持した。選挙でイバニェスは44％の票を得たものの、結局左派候補者のフアン・アントニオ・リオスに敗北した。

### 第26代大統領

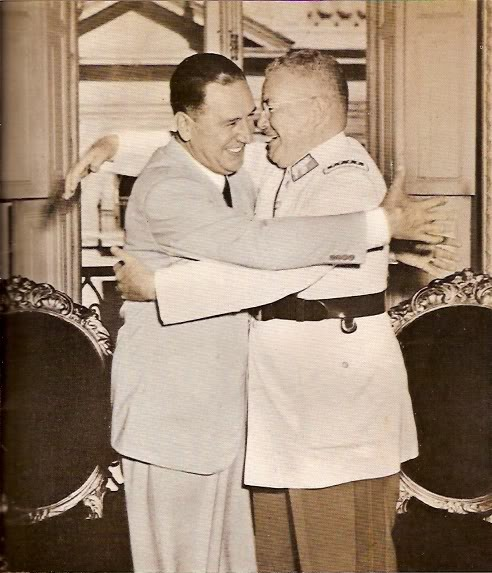
1953年2月21日、アルゼンチンのファン・ペロン大統領と会談するイバニェス

1952年の大統領選挙でイバニェスは中道右派の農民労働党の支持を受けて出馬した。また左派の人民社会党やチリ女性党などの支援も取り付けたが、彼らは大臣のポストを拒否した。この選挙でイバニェスは「私は"ほうき"を持ってして、政治汚職と無能な政府を"掃除"するものである」と宣言して支持を集め、「希望の将軍」というあだ名を付けられた。
また、イバニェスは伝統的な政党を非難したが、具体的な代案などはほとんど出さず、政治的な立ち位置はあまりはっきりしていなかった。
47％の得票で選挙に勝利し、一度目に比べて地味ではあったものの、再びイバニェスは大統領の座に着くことに成功した。しかし、年老いたイバニェスはこの頃には病魔に冒されており、実際の政治的業務は他の閣僚に任せきりになっていた。
イバニェスの前に立ちはだかったのは経済問題だった。イバニェスには当時チリで最も深刻とされていたインフレーションへの対策が何もなく、インフレ率は1955年から1956年までに71％から83%まで上昇した。クライン-サックスミッションと呼ばれる政策により、アメリカから専門家を招聘しマネタリスト的手法による解決を図り、一時的に33%まで低下させる事に成功したが、根本の解決には到らず、公共交通経費は50%以上も上昇し、経済成長率は2.5%まで落ち込んだ。
イバニェスは民主主義保護法を廃止して多くの左派勢力を排除し、共産党を解散させた。一部のチリ国民はそれでも彼の独裁を支持し続けた。そのようなイバニェスト運動の熱狂的な支持者のうち、陸軍の退役将校によりリニア・ラクタ(直線)というグループが作られた。イバニェスは自身の独裁をより強固とする自己クーデターに関する会議をリニア・ラクタと行ったが、会議参加者の一部が会議の内容を報道機関へと密告した。このスキャンダルで支持を失ったイバニェスはついに退任することとなった。

## その後

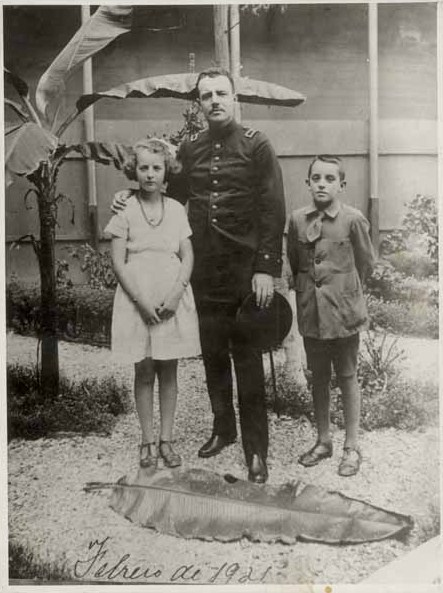
息子カルロスと娘ローザ・イバニェス・キロス(1921年)

イバニェスが退任した後、長らくライバルであったアルトゥーロ・アレッサンドリの息子、ホルヘ・アレッサンドリが第27代大統領に就任した。政界を引退したイバニェスはサンティアゴで余生を過ごし、1960年に老衰で死亡した。エイセンとマガリャネスの孤立していた地域をチリに統合したイバニェスの功績を称え、かの地はアイセン・デル・ヘネラル・カルロス・イバニェス・デル・カンポ州と名づけられた。また、プンタ・アレーナスのプレジデンテ・カルロス・イバニェス・デル・カンポ国際空港も彼の名に因んだものである。